# Andrew Goodman

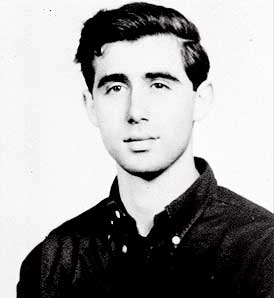
Andrew Goodman

Andrew Goodman (* 23. November 1943 in New York City; † 21. Juni 1964) war ein US-amerikanischer Bürgerrechtler jüdischer Abstammung, der 1964 ermordet wurde.
Er wuchs als einer von drei Söhnen von Robert und Carolyn Goodman in New York City auf. Bereits in jungen Jahren zeigte sich sein Interesse an politischem Aktivismus. Er studierte Anthropologie und besuchte die University of Wisconsin sowie das Queens College in New York City (der Musiker Paul Simon war dort einer seiner Kommilitonen).
2014 wurde er postum mit der Presidential Medal of Freedom ausgezeichnet.

## Frühe Jahre
Andrew Goodman wurde in der Upper West Side von New York City geboren und wuchs dort auf. Er war der mittlere von drei Söhnen von Robert und Carolyn Goodman. Seine Eltern waren Juden, und er wuchs in diesem Glauben auf. Durch sein Elternhaus war er für das Thema soziale Gerechtigkeit sensibilisiert. Er ging auf die Walden School und danach an die University of Wisconsin–Madison.
Goodman ging anschließend an das Queens College, New York City, wo er sich mit dem Sänger Paul Simon anfreundete. Er wechselte zum Studienfach Anthropologie und interessierte sich verstärkt für politische Themen.

## Aktivismus
1964 beschloss er, mit seinem Mitaktivisten Michael Schwerner im Süden für die Aufklärung der Schwarzen zu arbeiten, die durch rassistische lokale Behörden in den Südstaaten massiv behindert wurde.

## Ermordung
Am 21. Juni 1964 brach Goodman mit den Aktivisten James Earl Chaney und Michael Schwerner auf, um zu einer Kirche zu fahren, die aus rassistischen Motiven niedergebrannt worden war. Sie wurden von der örtlichen Polizei festgenommen und inhaftiert. Sheriff und Deputy waren Anhänger der White Knights of the Ku Klux Klan und bereiteten ein Mordkomplott vor. Sie organisierten einen Hinterhalt und entließen die Aktivisten. Diese fuhren in die vorbereitete Falle: Sie wurden auf einer abgelegenen Straße gestoppt und von KKK-Männern gefangen genommen. Schwerner und Goodman wurden gleich erschossen und zuletzt Chaney, nachdem er gefoltert worden war. Ihre Leichen wurden in einem Erdwall vergraben.
FBI-Agenten gelang es, den Fall aufzuklären, jedoch wurden die Täter nicht wegen Mordes angeklagt, da sich der Staat von Mississippi weigerte, Anklage zu erheben. Sie wurden vor einem Bundesgericht angeklagt und bekamen daher nur milde Freiheitsstrafen. Einer der Täter, Edgar Ray Killen, wurde zunächst 1967 freigesprochen, am 21. Juni 2005 aber erneut vor Gericht gestellt und verurteilt. Nach zwischenzeitlicher Freilassung wurde die Strafe 2007 vom höchsten Gericht des Staates Mississippi bestätigt. Killen starb 2018 im Mississippi State Penitentiary.
Paul Simon veränderte nach der Nachricht des Todes seines ehemaligen Studienkameraden Andrew seinen Song He Was My Brother, um Goodman ein ewiges Gedenken zu geben. Die Ermordung der drei Aktivisten und die anschließende FBI-Ermittlung diente dem US-amerikanischen Spielfilm Mississippi Burning – Die Wurzel des Hasses als Vorlage.